# Lycoperdina penicillata
Lycoperdina penicillata is een keversoort uit de familie zwamkevers (Endomychidae). De wetenschappelijke naam van de soort werd in 1868 gepubliceerd door Sylvain Auguste de Marseul.